# Жан-Леон Жером
Жан-Леон Жером (фр. Jean-Léon Gérôme; Весул, 10. мај 1824 — Париз, 10. јануар 1904) био је француски сликар жанр сликарства и академског неокласицизма. 
Између осталих био је Давидов ученик. Осим приказа сцена из класичне митологије сликао је и сцене оријента. Од 1856. више пута је боравио у Египту. Од 1878. истакао се и као вајар. 
Супротстављао се импресионистичким струјањима у сликарству Монеа и Манеа.

## Галерија
- Родна кућа сликара
- Жан-Леон Жером (између 1885-1890)
- Рекреација у руском кампу, 1855.
- Ave Caesar Morituri te Salutant, 1859.
- Pollice Verso, 1872.
- Купатило, 1880-1885
- Наполеон пред сфингом, 1886.
- Тигар на стражи, око 1887.
- Трговац теписима, 1887.
- Рад у мермеру, 1890.